# I due timidi
I due timidi (Les Deux Timides) è un film muto del 1928 sceneggiato e diretto da René Clair.
Si tratta dell'ultimo film muto di René Clair.

## Trama
Il giovane avvocato Jules Frémissin soffre di una timidezza paralizzante. La sua prima arringa è un disastro e ha come risultato la conseguente condanna del suo cliente Garadoux, accusato di maltrattamento coniugale. Quest'ultimo, una volta uscito di prigione, vuole sposare Cécile, figlia del maestro Thibaudier, anche costui un uomo molto timido. Tuttavia, Cécile è innamorata di Frémissin il quale però non osa chiedere la sua mano al padre. Garadoux cerca con ogni mezzo di prevalere sul rivale giungendo persino a inscenare un attacco a mano armata. Ma Jules difende il suo futuro suocero e ha la meglio su Garadoux.

## Produzione
Il film fu prodotto da Alexandre Kamenka, dalla Films Albatros e dalla Sequana Films. Venne girato negli studi Billancourt.

### Soggetto
Il film è tratto da una commedia di Eugène Labiche e Marc-Michel.

## Distribuzione
Distribuito dalla Les Films Armor, uscì nelle sale cinematografiche francesi il 1º marzo 1929 dopo essere stato presentato negli Sati Uniti il 5 dicembre 1928. Gli venne dato il titolo in inglese il titolo internazionale di Two Timid Souls.
Copia della pellicola (positivo 35 mm) viene conservata negli archivi della Cinémathèque Française.

## Critica
Marcel Carné, ancora giovane sconosciuto aspirante giornalista e regista, il 29 marzo 1929, pubblica sulla rivista Cinémagazine n. 13 una recensione del film e vince il concorso indetto dalla rivista, una delle più prestigiose in Francia in quel tempo. Conclude il suo articolo affermando:
(Marcel Carné, Les Deux Timides, Cinémagazine n. 13, 29 marzo 1929)